# كريس وايلز
كريس وايلز ولد في13 سبتمبر 1983 وهو لعب أمريكي دولي في اتحاد الرغبي وسباعيات الرغبي يلعب كجناح أو ظهير أو مركز (1.83 م مقابل 94 كغ). وقد لعب لنادي ساراسينز اللندني في الدوري الممتاز في 2008 ، وكذلك لفريق الولايات المتحدة في 2007

## المذكرات و المراجع
1. ↑  . النادي الأوروبي لمحترفي الرجبي. {{استشهاد ويب}}: الوسيط |title= غير موجود أو فارغ (من ويكي بيانات) (مساعدة) والوسيط |مسار= غير موجود أو فارع (مساعدة)
2. ↑  . الاتحاد الدولي للرجبي. {{استشهاد ويب}}: الوسيط |title= غير موجود أو فارغ (من ويكي بيانات) (مساعدة) والوسيط |مسار= غير موجود أو فارع (مساعدة)